# Weatherbox
Weatherbox è un cofanetto di cinque CD del cantautore britannico David Sylvian, pubblicato dalla Virgin nel 1989.

## Descrizione
Weatherbox raccoglieva assieme i quattro album in studio pubblicati fino ad allora da Sylvian come solista (esclusi cioè i due realizzati in coppia con Holger Czukay rispettivamente nel 1988 e 1989). I dischi recavano tutti copertine ad hoc uniformate fra loro, ciascuna con minimi dettagli grafici distintivi tratti dalla confezione originale del relativo album.
Per quanto riguarda il contenuto nel dettaglio di ciascun disco:
- Brilliant Trees (1984) fu l'unico album a presentarsi identico alle edizioni precedenti;
- Alchemy: An Index of Possibilities (1985) comparve in formato CD per la prima volta su questo cofanetto, con due tracce extra: prima di allora era stato distribuito soltanto su musicassetta e, nella sola Australia, in vinile;
- Gone To Earth, (1986) fino ad allora per motivi di spazio pubblicato come CD singolo, con quattro brani in meno rispetto al doppio LP originale, recuperò qui per la prima volta la sua forma completa originaria, in due dischi, che poi fu mantenuta in successive edizioni;
- Secrets Of The Beehive (1987) conteneva qui soltanto i nove brani del vinile originale, mentre tutti i CD distribuiti sia prima che dopo includono una traccia in più, peraltro differente a seconda dell'edizione: un rifacimento di Forbidden Colours nelle precedenti e il brano Promise (The Cult of Eurydice) nelle successive.